# Skulpturenpark Waldfrieden

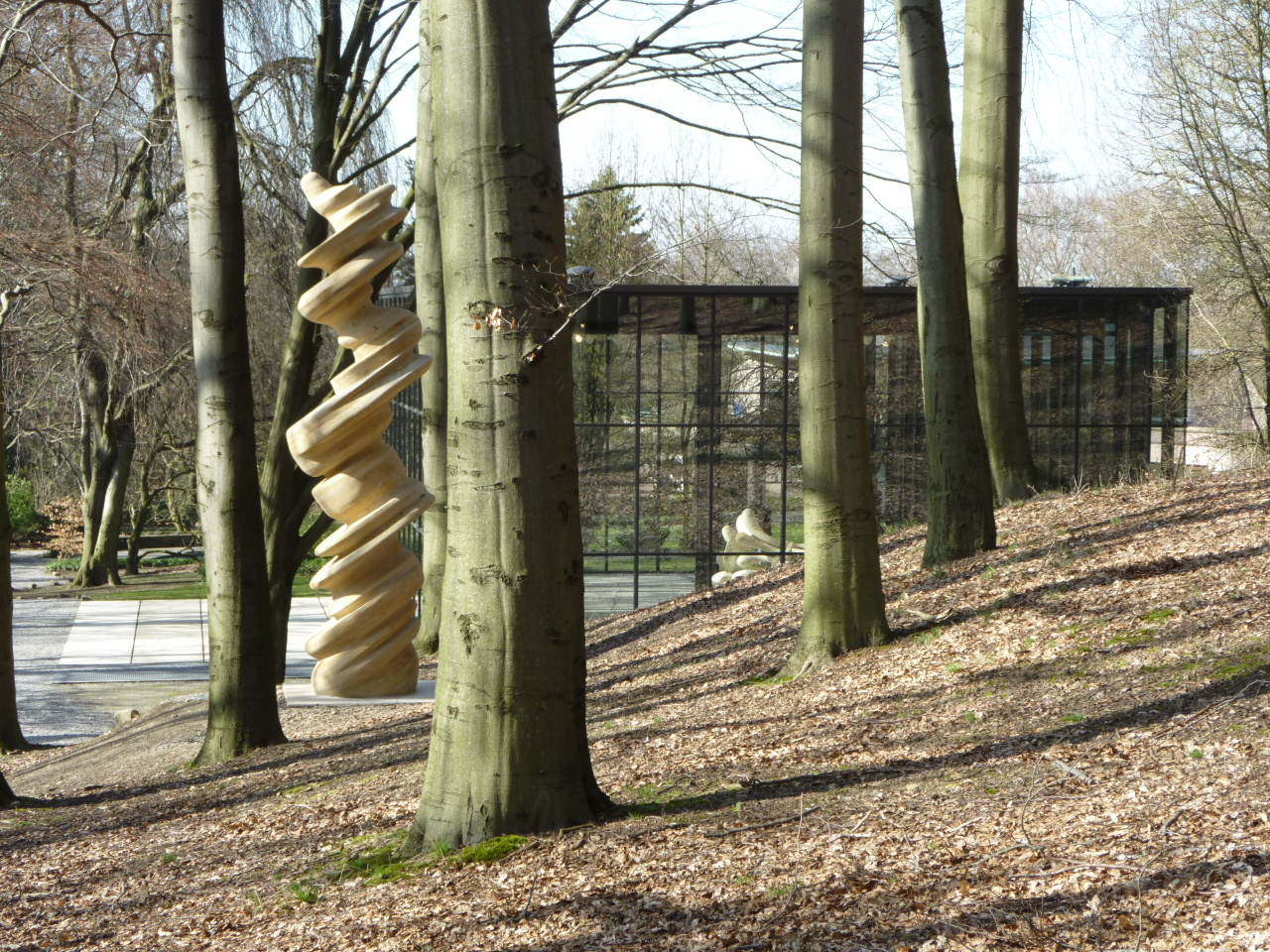
Expositiehal met Dancing Column (2008) op de voorgrond

Het Skulpturenpark Waldfrieden is een beeldenpark met expositiehal van de beeldhouwer Tony Cragg in Wuppertal.

## Geschiedenis
In 2006 verwierf de beeldhouwer Tony Cragg een verwilderd privépark van 15 hectare, grenzend aan het Christbusch in de wijk Hesselnberg, met de onder monumentenzorg staande villa Waldfrieden van de in 1989 gestorven ondernemer Kurt Herberts. Het was zijn bedoeling een park te creëren, waar hij eigen werk en dat van andere beeldhouwers kon exposeren. De villa is volledig gerenoveerd en op het terrein is een tentoonstellingshal gebouwd door architect Rudolf Hoppe uit Wuppertal. De opening van Skulpturenpark Waldfrieden vond in september 2008 plaats. De openingstentoonstelling toonde werken van de beeldhouwer Mario Merz. Tot eind maart 2009 liep een tentoonstelling van werken van Eduardo Chillida.

## Collectie
In het park zijn permanent werken van Tony Cragg te zien: 19 beelden, waaronder Homenage a Luca Pacioli (1986), Box (1999), Early Forms (2001), Here Today Gone Tomorrow (2002), Sinbad (2003), Declination (2004), Distant Cousin (2006) en Dancing Column (2008).

## Fotogalerij

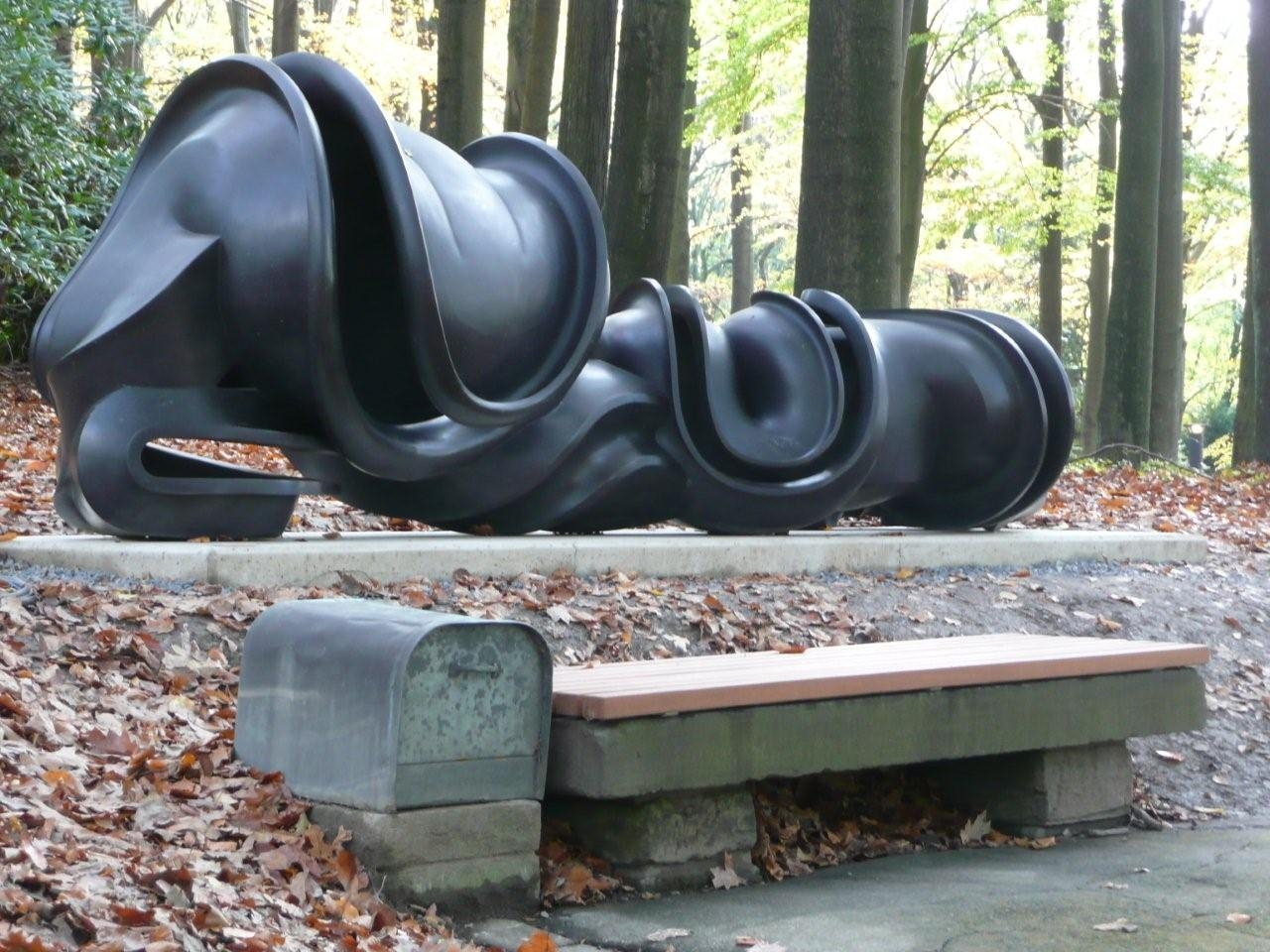
Early Forms (2001)
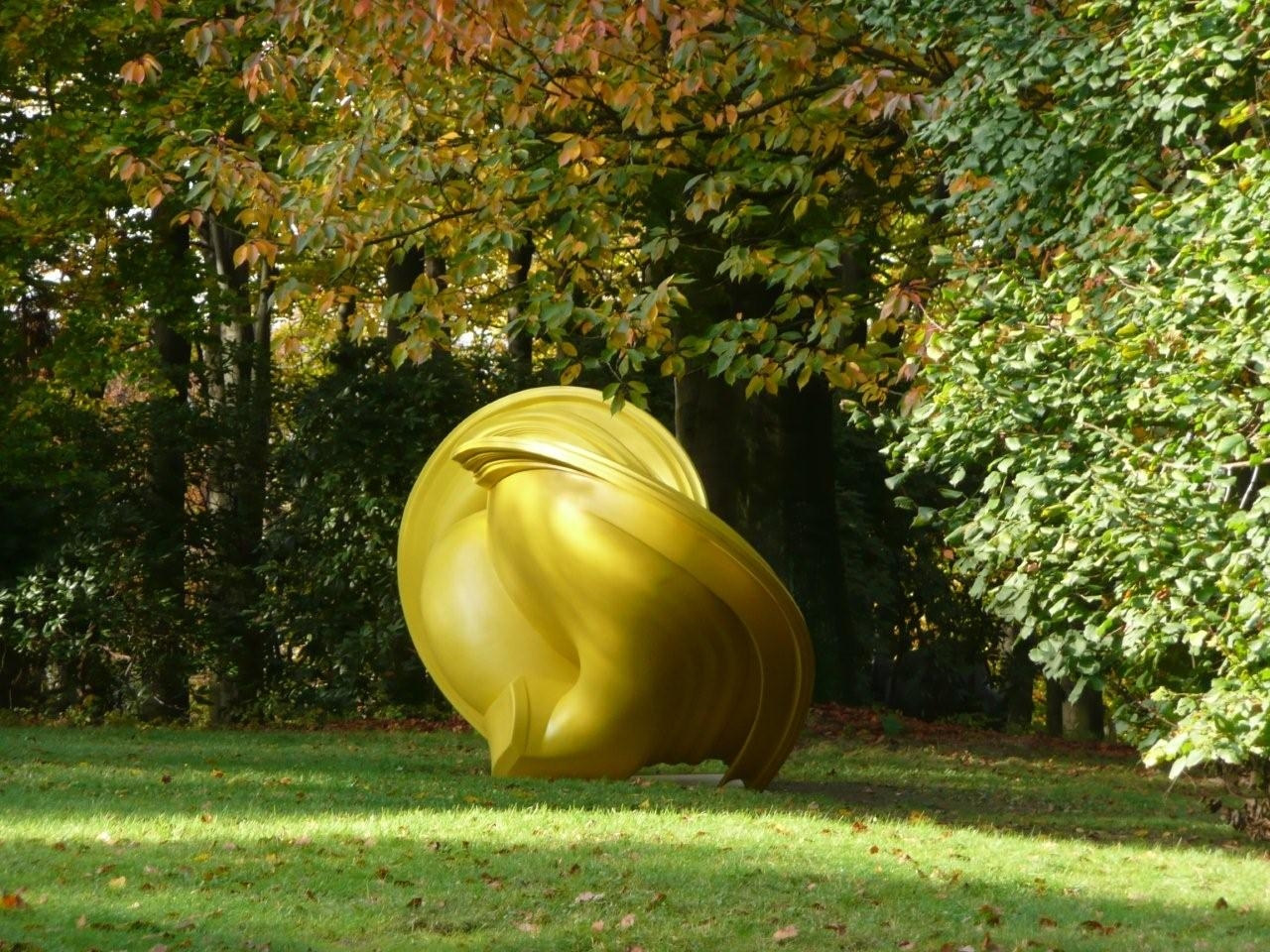
Declination (2004)
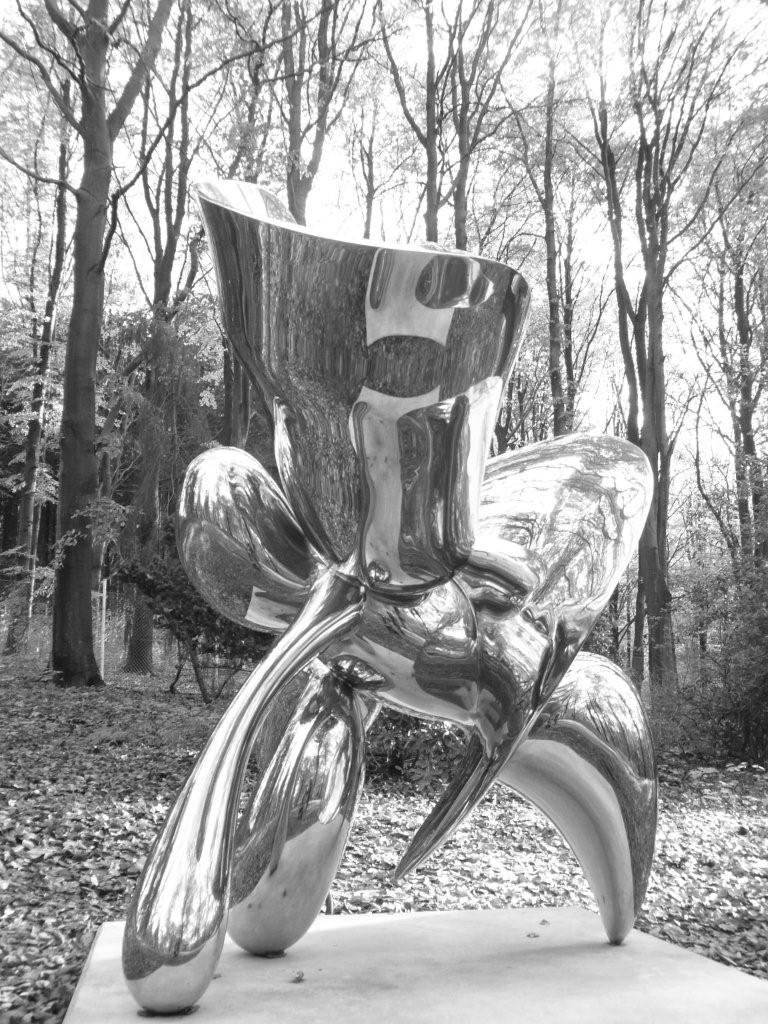
Distant Cousin (2006)
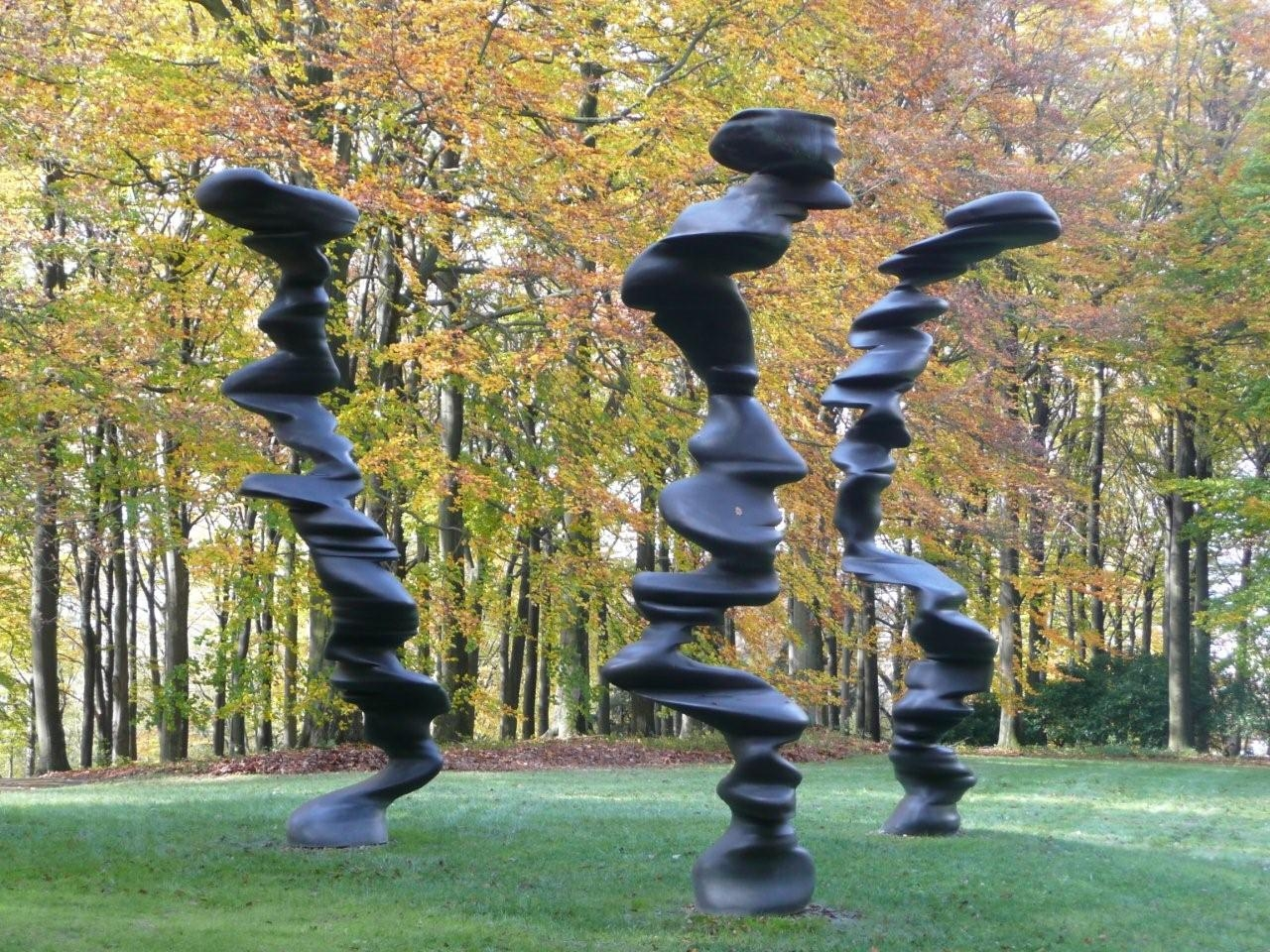
Points of View (2007/2008)
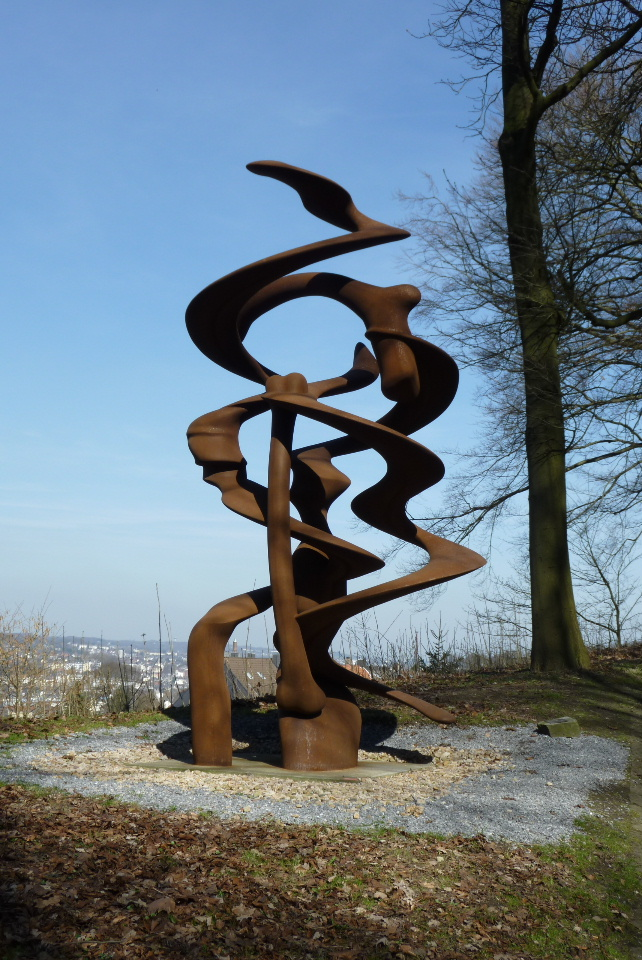
To the Knee (2008)